# Live Recordings 2004
Live Recordings 2004 is een ep van de Britse rockgroep Keane. Het album kwam uit op 3 mei 2005 op het label van Island. Het bevat enkele livenummers opgenomen gedurende 2004. Alle nummers zijn geschreven door Oxley/Chaplin/Hughes met als uitzondering "This is The Last Time" en "Bedshaped". Deze werden ook meegeschreven door James Sanger.

## Nummers
1. "Somewhere Only We Know" (live - The Forum, Londen)
2. "We Might As Well Be Strangers" (live - Columbiafritz, Duitsland)
3. "Allemande" (live - BNN That's Live Session, Amsterdam)
4. "This is The Last Time" (acoustic - Mill St. Brewery, Toronto)
5. "Everybody's Changing" (live - Airwaves Festival, Reykjavik)
6. "Bedshaped" (live - Brixton Academy, Londen)

## Keane
- Tom Chaplin - Zang
- Tim Rice-Oxley - Piano/Achtergrondzang
- Richard Hughes - Drums